# International Fellowship of Reconciliation
De International Fellowship of Reconciliation (IFOR) is een internationale christelijke vredesbeweging die in 1914 werd opgericht. 
De Nederlandse afdeling volgde in 1923. In de loop van haar geschiedenis heeft zij echter ook prominente leden gekregen uit andere religieuze tradities, zoals de boeddhistische leraar Thich Nhat Hanh. De beweging ziet het als haar taak om verzoening te brengen tussen de volkeren. Kerk en Vrede is de Nederlandse afdeling van IFOR en sinds 2006 is algemeen secretaris Jan Schaake de internationale voorzitter.